# Faschingsschwank aus Wien

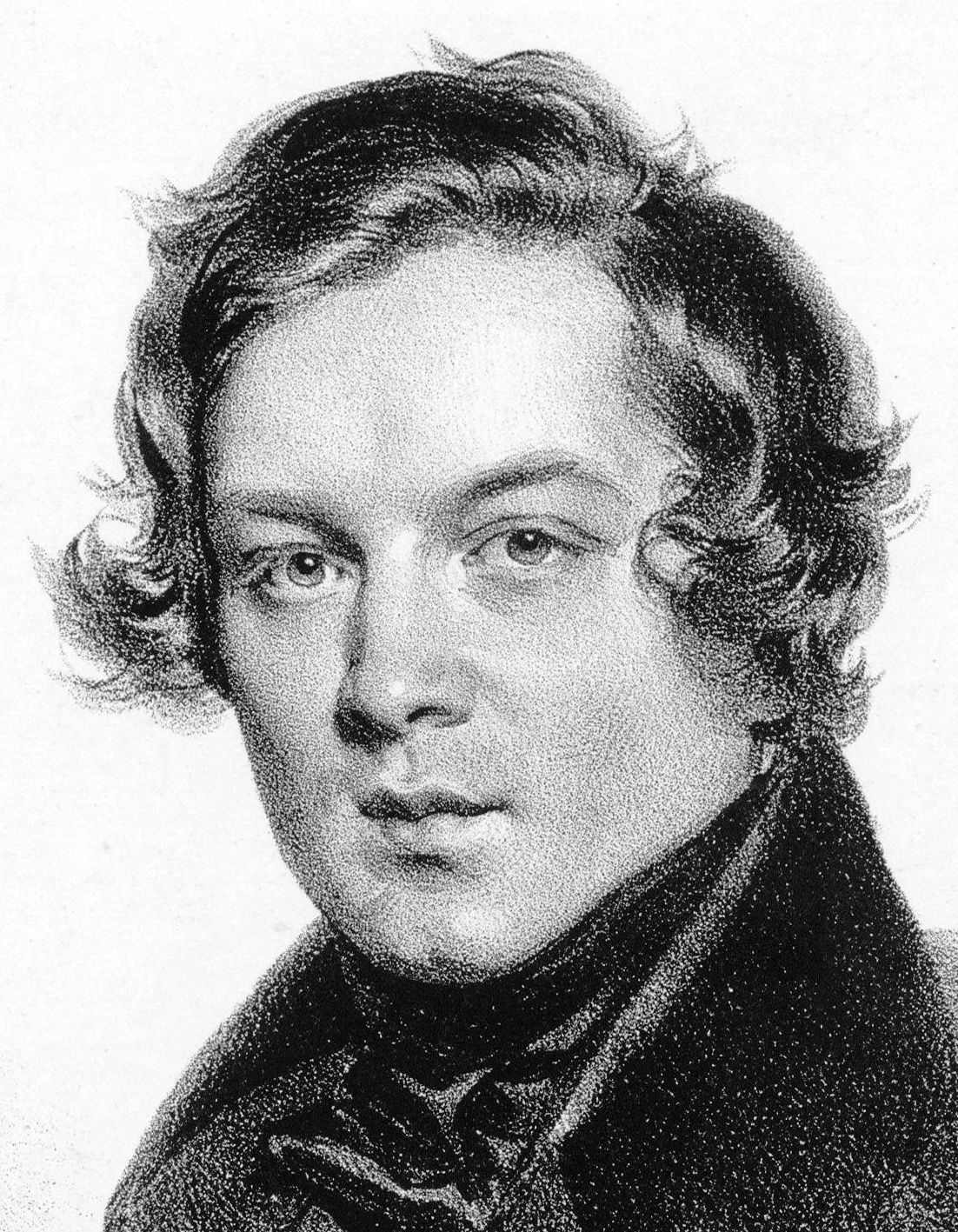
Robert Schumann en 1839.

Faschingsschwank aus Wien o Phantasiebilder (Carnaval de Viena), Op. 26 es una pieza para piano compuesta por Robert Schumann en 1839, cuando tenía veintinueve años. La obra está dedicada a Simonin de Sire.

## Historia
Esta pieza está inspirada en su visita a Viena en 1838. Escribió los cuatro primeros movimientos de la obra en Viena y el último a su regreso a Leipzig. Cinco años después de su famoso Carnaval Op. 9, Schumann compone el Carnaval Op. 26, que es una obra considerada menor ya que carece de la complejidad psicológica de la anterior, que constituye una de las piezas fundamentales para piano del periodo romántico. El opus 26 se diferencia del opus 9 además en su carácter menos íntimo, así como en su estructura. En lugar de una serie de pequeñas partes, nos encontramos ante una sucesión de cinco partes de tamaño bastante considerable. En principio abordó la obra como una sonata aunque más tarde abandonó la idea.
Eric Sams ha señalado que la palabra "Faschingsschwank" contiene las letras ASCH SCHA en ese orden de aparición, y que el compositor empleó esta secuencia de notas como material melódico para esta obra. Robert Morgan ha señalado la utilización por parte de Schumann de la Sonata para piano n.º 12 Op. 26 de Ludwig van Beethoven como modelo en esta composición, así como su uso de la simetría musical. David Neumeyer ha observado la similitud de la primera sección con el Valse noble, Op. 77 n.º 7 D. 969 de Franz Schubert.

## Estructura y análisis
La obra consta de cinco movimientos:
- I. Allegro. Sehr lebhaft, en si bemol mayor 3
4
- II. Romanza. Ziemlich langsam, en sol menor 2
4
- III. Scherzino, en si bemol mayor 2
4
- IV. Intermezzo. Mit grösster Energie, en mi bemol menor 4
4
- V. Finale. Höchst lebhaft, en si bemol mayor 2
4

La interpretación de la pieza dura aproximadamente 20 minutos. Se trata de una composición bastante inusual que está más integrada que una suite, pero no llega a ser una sonata. Sus cinco movimientos son contrastantes y están llenos de color y entusiasmo. Comienza con un animado Allegro, al que sigue una tierna Romanza, un irónico Scherzino, un agitado Intermezzo para después cerrar el ciclo con un endiablado y paroxístico Finale, propio de un alocado carnaval.

### I.Allegro. Sehr lebhaft
El primer movimiento se titula Allegro y lleva la indicación de tempo Sehr lebhaft que es "Muy animado". Está escrito en la tonalidad de si bemol mayor y en compás de 3/4. Es casi una suite de danzas en sí misma en la que una idea principal en ritmo ternario se alterna con seis episodios contrastantes. Destaca por sus ritmos innovadores y su breve cita de La marsellesa. De todas las piezas de Faschingsschwank, ésta es la menos rígida en su estructura, ya que presenta temas completamente nuevos de cuando en cuando, para volver en repetidas ocasiones a dos motivos reiterados desde el principio. Al final de la pieza suena la cita de la La marsellesa en tiempo de danza, con un compás de 6/8, auténtico desafío a la censura imperial y se cierra con arpegios séptuples casi disonantes. Es el movimiento más largo y uno de los más virtuosísticos.

### II.Romanza. Ziemlich langsam
El segundo movimiento se titula Romanza y lleva la indicación Ziemlich langsam que significa "Bastante lento". Está escrito en sol menor y en compás de 2/4. Se trata con toda probabilidad de la menos virtuosística de las piezas, ya que sólo ocupa una página de música. A pesar de su brevedad y aparente sencillez, es sin duda la obra más triste y melancólico del conjunto. La mayor parte de la composición está en sol menor, pero el compás final resuelve en sol mayor. melancólico y característico.

### III.Scherzino
El tercer movimiento, Scherzino, está escrito de nuevo en si bemol mayor y mantiene el compás de 2/4. Es un scherzo sin trío dispuesto en frases continuas de dos compases. Como su propio título sugiere esta pieza es un respiro lúdico entre dos movimientos sombríos. Un ritmo sincopado, con una melodía basada casi por completo en notas del acorde mayor, mantiene el movimiento ligero y saltarín en todo momento, con la posible excepción de la última escala, una progresión de octavas que desemboca en una cadencia rápida y brillante.

### IV.Intermezzo. Mit grösster Energie
El cuarto movimiento titulado Intermezzo y lleva la indicación Mit grösster Energie que quiere decir "Con la máxima energía". Está escrito en mi bemol mayor y en compás de 4/4. Este es sin duda el movimiento más característico con una melodía apasionada con un acompañamiento ondulante. La pieza está casi enteramente basada en transposiciones y puede parecer complicada al principio debido a su velocidad. Algunos musicólogos han comentado que el metrónomo de Schumann estaba calibrado de tal forma que iba más rápido de lo que debería, debido a tempi extremos como éste. Mientras que las notas de fondo de la mano derecha se mueven extremadamente rápido, la melodía es más cantarina. Las notas de fondo se adaptan sobre todo a la forma y posición de la mano, aunque hay algunos saltos en la melodía de tempo Al final la mano izquierda toma una versión modificada, en mi bemol mayor, de la melodía en mi bemol menor, en la mano derecha. La pieza es una exhibición melancólica y cargada de emoción de la capacidad del pianista para transmitir sentimientos.

### V.Finale. Höchst lebhaft
El quinto y último movimiento lleva la indicación Finale. Höchst lebhaft que significa "Sumamente animado". Está escrito en si bemol mayor, la tonalidad de inicio de este ciclo y en compás de 2/4. Es la pieza más exigente técnicamente de todas, sigue la forma sonata convencional. Comienza con anuncios triunfantes en octavas de si bemol, entremezclados con brillantes terceras móviles. Esta sección es la segunda más larga y dura aproximadamente la mitad que el primer movimiento. Los patrones que se observan en el Finale recuerdan en cierto modo al estilo compositivo de Beethoven, ya que utiliza una melodía que se mueve en ambas manos, mientras que ambas manos también tocan notas inmutables debajo de la melodía. Las enérgicas ejecuciones de los compases finales cierran el conjunto de forma dramática.

## Discografía selecta
La pieza se ha grabado en numerosas ocasiones, entre las que destacan:
- 1957 – Schumann: Carnaval; Faschingsschwank Aus Wien. Arturo Benedetti Michelangeli (Deutsche Grammophon 2536 415).
- 1960 – Annie Fischer.
- 1962 – Richter In Italy. Sviatoslav Richter (Pathe Marconi ASDF 761; His Master's Voice ASD 520) grabado en directo del concierto en Roma.

## En la cultura popular
El Intermezzo es el tema musical del podcast Lawfare de la periodista Sophia Yan.